# جيمي ديفيز
جيمي ديفيز (بالإنجليزية: Jamie Davies)‏ هو سائق سيارة سباق بريطاني، ولد في 16 فبراير 1974 في يوفيل في المملكة المتحدة.

## روابط خارجية
- جيمي ديفيز على موقع DriverDB.com (الإنجليزية)